# Amphiblemma amoenum
Amphiblemma amoenum es una especie de plantas con flores perteneciente a la familia Melastomataceae. Es endémica de Camerún. Su hábitat natural son las selvas de tierras bajas subtropicales o tropicales. Está tratada en peligro de extinción por pérdida de hábitat. 
Es una planta herbácea postrada que fue descubierta en 1976. Se conocen solamente cuatro colonias que están tratadas por pérdida de hábitat por la agricultura y las empresas madereras. Solo una colonia se encuentra protegida en la reserva de Nta Ali.

## Fuente
- Cheek, M. 2004. Amphiblemma amoenum. 2006 IUCN Red List of Threatened Species.  Bajado el 20-08-07.